# Hongkong a 2016. évi nyári olimpiai játékokon
Hongkong a brazíliai Rio de Janeiróban megrendezett 2016. évi nyári olimpiai játékok egyik részt vevő nemzete volt. Az országot az olimpián 9 sportágban 37 sportoló képviselte, akik érmet nem szereztek.

## Asztalitenisz
Férfi
| Versenyző                            | Versenyszám | Selejtező         | 64-es főtábla     | 48-as főtábla     | 32-es főtábla                                               | Nyolcaddöntő                                                  | Negyeddöntő                                                      | Elődöntő          | Döntő             | Helyezés |
| Versenyző                            | Versenyszám | Ellenfél Eredmény | Ellenfél Eredmény | Ellenfél Eredmény | Ellenfél Eredmény                                           | Ellenfél Eredmény                                             | Ellenfél Eredmény                                                | Ellenfél Eredmény | Ellenfél Eredmény | Helyezés |
| ------------------------------------ | ----------- | ----------------- | ----------------- | ----------------- | ----------------------------------------------------------- | ------------------------------------------------------------- | ---------------------------------------------------------------- | ----------------- | ----------------- | -------- |
| Tang Peng                            | Egyes       | erőnyerő          | erőnyerő          | erőnyerő          | Hugo Calderano (BRA) · 11–8, 12–14, 7–11, 11–4, 10–12, 7–11 | kiesett                                                       | kiesett                                                          | kiesett           | kiesett           | 17.      |
| Chun Ting Wong                       | Egyes       | erőnyerő          | erőnyerő          | erőnyerő          | Eugene Wang (CAN) · 11–9, 11–8, 11–5, 11–9                  | Niva Kóki (JPN) · 11–6, 6–11, 11–8, 11–5, 10–12, 4–11, 8–11   | kiesett                                                          | kiesett           | kiesett           | 9.       |
| Kwan Kit Ho Tang Peng Chun Ting Wong | Csapat      |                   |                   |                   |                                                             | Ausztrália (AUS) · Heming Hu · David Powell · Chris Yan · 3–0 | Japán (JPN) · Josimura Maharu · Mizutani Dzsun · Niva Kóki · 1–3 | kiesett           | kiesett           | 5.       |

Női
| Versenyző                                        | Versenyszám | Selejtező         | 64-es főtábla     | 48-as főtábla     | 32-es főtábla                                             | Nyolcaddöntő                                                                    | Negyeddöntő                                                                                  | Elődöntő          | Döntő             | Helyezés |
| Versenyző                                        | Versenyszám | Ellenfél Eredmény | Ellenfél Eredmény | Ellenfél Eredmény | Ellenfél Eredmény                                         | Ellenfél Eredmény                                                               | Ellenfél Eredmény                                                                            | Ellenfél Eredmény | Ellenfél Eredmény | Helyezés |
| ------------------------------------------------ | ----------- | ----------------- | ----------------- | ----------------- | --------------------------------------------------------- | ------------------------------------------------------------------------------- | -------------------------------------------------------------------------------------------- | ----------------- | ----------------- | -------- |
| Lee Ho Ching                                     | Egyes       | erőnyerő          | erőnyerő          | erőnyerő          | Tetyana Bilenko (UKR) · 11–8, 12–10, 9–11, 13–11, 11–6    | Li Hsziao-hszia (Li Xiaoxia) (CHN) · 5–11, 6–11, 4–11, 4–11                     | kiesett                                                                                      | kiesett           | kiesett           | 9.       |
| Tou Hój-kam (Doo Hoi Kem)                        | Egyes       | erőnyerő          | erőnyerő          | erőnyerő          | Póta Georgina (HUN) · 8–11, 9–11, 14–12, 11–8, 11–9, 11–8 | Ting Ning (Ding Ning) (CHN) · 3–11, 5–11, 4–11, 4–11                            | kiesett                                                                                      | kiesett           | kiesett           | 9.       |
| Lee Ho Ching Tou Hój-kam (Doo Hoi Kem) Tie Ya Na | Csapat      |                   |                   |                   |                                                           | Tajvan (TPE) · Cseng Ji-csing (Cheng I-ching) · Huang I-Hua · Chen Szu-Yu · 3–1 | Németország (GER) · San Hsziao-na (Shan Xiaona) · Han Jing (Han Ying) · Petrissa Solja · 1–3 | kiesett           | kiesett           | 5.       |

## Atlétika
Férfi
| Versenyző     | Versenyszám | Selejtező | Selejtező | Döntő    | Döntő    |
| Versenyző     | Versenyszám | Eredmény  | Helyezés  | Eredmény | Helyezés |
| ------------- | ----------- | --------- | --------- | -------- | -------- |
| Chan Ming Tai | Távolugrás  | 779 cm    | 17.       | kiesett  | kiesett  |

Női
| Versenyző     | Versenyszám | Döntő   | Döntő    |
| Versenyző     | Versenyszám | Idő     | Helyezés |
| ------------- | ----------- | ------- | -------- |
| Yiu Kit Ching | Maraton     | 2:36:11 | 39.      |

## Evezés
Férfi
| Versenyző                    | Versenyszám              | Előfutam | Előfutam | Vigaszág | Vigaszág | Elődöntő | Elődöntő | Elődöntő | Döntő | Döntő   | Döntő | Helyezés |
| Versenyző                    | Versenyszám              | Idő      | Hely.    | Idő      | Hely.    | Típus    | Idő      | Hely.    | Típus | Idő     | Hely. | Helyezés |
| ---------------------------- | ------------------------ | -------- | -------- | -------- | -------- | -------- | -------- | -------- | ----- | ------- | ----- | -------- |
| Chiu Hin Chun Tang Chiu Mang | Könnyűsúlyú kétpárevezős | 6:45,05  | 5.       | 7:22,05  | 6.       | C/D      | 7:33,47  | 4.       | D     | 6:57,95 | 1.    | 19.      |

Női
| Versenyző               | Versenyszám              | Előfutam | Előfutam | Vigaszág | Vigaszág | Elődöntő | Elődöntő | Elődöntő | Döntő | Döntő   | Döntő | Helyezés |
| Versenyző               | Versenyszám              | Idő      | Hely.    | Idő      | Hely.    | Típus    | Idő      | Hely.    | Típus | Idő     | Hely. | Helyezés |
| ----------------------- | ------------------------ | -------- | -------- | -------- | -------- | -------- | -------- | -------- | ----- | ------- | ----- | -------- |
| Lee Yuen Yin Lee Ka Man | Könnyűsúlyú kétpárevezős | 7:29,87  | 5.       | 8:20,96  | 6.       | C/D      | 8:14,17  | 2.       | C     | 7:46,85 | 4.    | 16.      |

## Golf
| Versenyző    | Versenyszám | 1. forduló | 1. forduló | 2. forduló | 2. forduló | 3. forduló | 3. forduló | 4. forduló | 4. forduló | Összesen | Összesen | Összesen |
| Versenyző    | Versenyszám | Pont       | Par        | Pont       | Par        | Pont       | Par        | Pont       | Par        | Pontszám | Par      | Helyezés |
| ------------ | ----------- | ---------- | ---------- | ---------- | ---------- | ---------- | ---------- | ---------- | ---------- | -------- | -------- | -------- |
| Tiffany Chan | Női egyéni  | 71         | 0          | 75         | +4         | 73         | +2         | 69         | −2         | 288      | +4       | 37.      |

## Kerékpározás

### Hegyi-kerékpározás
| Versenyző      | Versenyszám        | Idő     | Helyezés |
| -------------- | ------------------ | ------- | -------- |
| Chan Chun Hing | Férfi terepverseny | 1:44:41 | 32.      |

### Országúti kerékpározás
Férfi
| Versenyző       | Versenyszám   | Idő           | Helyezés      |
| --------------- | ------------- | ------------- | ------------- |
| Cheung King Lok | Mezőnyverseny | nem ért célba | nem ért célba |

### Pálya-kerékpározás
Sprintversenyek
| Versenyző   | Versenyszám | Selejtező | Selejtező | 1. forduló                    | Vigaszág               | Vigaszág | 2. forduló                 | Vigaszág               | Vigaszág | 9–12. helyért          | 9–12. helyért | Negyeddöntő                           | 5–8. helyért                                                                                         | 5–8. helyért | Elődöntő             | Döntő                | Helyezés |
| Versenyző   | Versenyszám | Idő       | Hely.     | Ellenfél Győztes idő          | Ellenfelek Győztes idő | Hely.    | Ellenfél Győztes idő       | Ellenfelek Győztes idő | Hely.    | Ellenfelek Győztes idő | Hely.         | Ellenfél Győztes idő                  | Ellenfelek Győztes idő                                                                               | Hely.        | Ellenfél Győztes idő | Ellenfél Győztes idő | Helyezés |
| ----------- | ----------- | --------- | --------- | ----------------------------- | ---------------------- | -------- | -------------------------- | ---------------------- | -------- | ---------------------- | ------------- | ------------------------------------- | --- | ------------ | -------------------- | -------------------- | -------- |
| Lee Wai Sze | Női egyéni  | 10,800    | 3.        | Virginie Cueff (FRA) · 11,355 |                        |          | Anna Meares (AUS) · 11,551 |                        |          |                        |               | Kristina Vogel (GER) · 11,230; 11,373 | Csung Tien-si (Zhong Tianshi) (CHN) · Simona Krupeckaitė (LTU) · Anasztaszija Vojnova (RUS) · 11,197 | 2.           |                      |                      | 6.       |

Keirin
| Versenyző   | Versenyszám | 1. forduló | Vigaszág | 2. forduló    | 7–12. helyért | Döntő    | Helyezés |
| Versenyző   | Versenyszám | Helyezés   | Helyezés | Helyezés      | Helyezés      | Helyezés | Helyezés |
| ----------- | ----------- | ---------- | -------- | ------------- | ------------- | -------- | -------- |
| Lee Wai Sze | Női         | 1.         | erőnyerő | nem ért célba | 1.            |          | 7.       |

Omnium
| Versenyző       | Versenyszám | 15 km-es scratch | 15 km-es scratch | 4 km-es egyéni üldözőverseny | 4 km-es egyéni üldözőverseny | 4 km-es egyéni üldözőverseny | Kieséses verseny | Kieséses verseny | 1000 m-es időfutam | 1000 m-es időfutam | 1000 m-es időfutam | 250 méter repülő rajt | 250 méter repülő rajt | 250 méter repülő rajt | 30 km-es pontverseny | 30 km-es pontverseny | Összesítés | Összesítés |
| Versenyző       | Versenyszám | Pont             | Hely.            | Idő                          | Pont                         | Hely.                        | Pont             | Hely.            | Idő                | Pont               | Hely.              | Idő                   | Pont                  | Hely.                 | Pont                 | Hely.                | Pont       | Helyezés   |
| --------------- | ----------- | ---------------- | ---------------- | ---------------------------- | ---------------------------- | ---------------------------- | ---------------- | ---------------- | ------------------ | ------------------ | ------------------ | --------------------- | --------------------- | --------------------- | -------------------- | -------------------- | ---------- | ---------- |
| Leung Chun Wing | Férfi       | 20               | 11.              | 4:29,162                     | 16                           | 13.                          | 16               | 13.              | 1:03,730           | 26                 | 8.                 | 13,265                | 26                    | 8.                    | 1                    | 11.                  | 105        | 11.        |

| Versenyző      | Versenyszám | 10 km-es scratch | 10 km-es scratch | 3 km-es egyéni üldözőverseny | 3 km-es egyéni üldözőverseny | 3 km-es egyéni üldözőverseny | Kieséses verseny | Kieséses verseny | 500 m-es időfutam | 500 m-es időfutam | 500 m-es időfutam | 250 méter repülő rajt | 250 méter repülő rajt | 250 méter repülő rajt | 20 km-es pontverseny | 20 km-es pontverseny | Összesítés | Összesítés |
| Versenyző      | Versenyszám | Pont             | Hely.            | Idő                          | Pont                         | Hely.                        | Pont             | Hely.            | Idő               | Pont              | Hely.             | Idő                   | Pont                  | Hely.                 | Pont                 | Hely.                | Pont       | Helyezés   |
| -------------- | ----------- | ---------------- | ---------------- | ---------------------------- | ---------------------------- | ---------------------------- | ---------------- | ---------------- | ----------------- | ----------------- | ----------------- | --------------------- | --------------------- | --------------------- | -------------------- | -------------------- | ---------- | ---------- |
| Diao Xiao Juan | Női         | 20               | 11.              | 3:44,455                     | 14                           | 14.                          | 14               | 14.              | 36,945            | 10                | 16.               | 14,499                | 20                    | 11.                   | 22                   | 10.                  | 100        | 12.        |

## Tollaslabda
| Versenyző                  | Versenyszám  | Csoportkör | Csoportkör | Nyolcaddöntő                                 | Negyeddöntő       | Elődöntő          | Bronz- mérkőzés   | Döntő             | Helyezés |
| Versenyző                  | Versenyszám  | Ellenfél Eredmény | Hely.      | Ellenfél Eredmény                            | Ellenfél Eredmény | Ellenfél Eredmény | Ellenfél Eredmény | Ellenfél Eredmény | Helyezés |
| -------------------------- | ------------ | --- | ---------- | -------------------------------------------- | ----------------- | ----------------- | ----------------- | ----------------- | -------- |
| Ng Ká-lóng (Ng Ka Long)    | Férfi egyes  | M csoport · Martin Giuffre (CAN) · 21–11, 21–14 · Pedro Martins (POR) · 21–17, 21–18 | 1.         | Szon Vanho (Son Wan-ho) (KOR) · 21–23, 17–21 | kiesett           | kiesett           | kiesett           | kiesett           | 9.       |
| Hu Yun                     | Férfi egyes  | D csoport · Jaspar Yu (BRU) · 21–16, 21–15 · Pablo Abián (ESP) · 21–18, 21–19 | 1.         | Chou Tien-Chen (TPE) · 10–21, 13–21          | kiesett           | kiesett           | kiesett           | kiesett           | 9.       |
| Yip Pui Yin                | Női egyes    | L csoport · Kati Tolmoff (EST) · 21–5, 13–21, 19–21 · Ratchanok Inthanon (THA) · 18–21, 12–21 | 3.         | kiesett                                      | kiesett           | kiesett           | kiesett           | kiesett           | 28.      |
| Poon Lok Yan Tse Ying Suet | Női páros    | C csoport · Indonézia (INA) · Nitya Krishinda Maheswari · Greysia Polii · 9–21, 11–21 · Malajzia (MAS) · Vivian Hoo · Woon Khe Wei · 15–21, 13–21 · Nagy-Britannia (GBR) · Heather Olver · Lauren Smith · 17–21, 21–18, 16–21                    | 4.         |                                              | kiesett           | kiesett           | kiesett           | kiesett           | 13.      |
| Chau Hoi Wah Chun Hei Lee  | Vegyes páros | A csoport · Indonézia (INA) · Praveen Jordan · Debby Susanto · 12–21, 21–19, 15–21 · Kína (CHN) · Csang Nan (Zhang Nan) · Csao Jün-lej (Zhao Yunlei) · 16–21, 15–21 · Németország (GER) · Michael Fuchs · Birgit Overzier-Michels · 21–17, 21–14 | 3.         |                                              | kiesett           | kiesett           | kiesett           | kiesett           | 9.       |

## Úszás
Férfi
| Versenyző      | Versenyszám | Előfutam | Előfutam | Előfutam | Elődöntő | Elődöntő | Elődöntő | Döntő   | Döntő    |
| Versenyző      | Versenyszám | Idő      | Hely.    | Össz.    | Idő      | Hely.    | Össz.    | Idő     | Helyezés |
| -------------- | ----------- | -------- | -------- | -------- | -------- | -------- | -------- | ------- | -------- |
| Geoffrey Cheah | 50 m gyors  | 22,46    | 1.       | 32.      | kiesett  | kiesett  | kiesett  | kiesett | kiesett  |

Női
| Versenyző                                          | Versenyszám      | Előfutam | Előfutam | Előfutam | Elődöntő | Elődöntő | Elődöntő | Döntő   | Döntő    |
| Versenyző                                          | Versenyszám      | Idő      | Hely.    | Össz.    | Idő      | Hely.    | Össz.    | Idő     | Helyezés |
| -------------------------------------------------- | ---------------- | -------- | -------- | -------- | -------- | -------- | -------- | ------- | -------- |
| Camille Cheng                                      | 50 m gyors       | 25,92    | 6.       | 44.      | kiesett  | kiesett  | kiesett  | kiesett | kiesett  |
| Camille Cheng                                      | 100 m gyors      | 54,92    | 3.       | 24.      | kiesett  | kiesett  | kiesett  | kiesett | kiesett  |
| Camille Cheng                                      | 200 m gyors      | 1:59,71  | 7.       | 29.      | kiesett  | kiesett  | kiesett  | kiesett | kiesett  |
| Siobhán Haughey                                    | 200 m gyors      | 1:56,91  | 1.       | 9.       | 1:57,56  | 6.       | 13.*     | kiesett | kiesett  |
| Claudia Lau                                        | 100 m hát        | 1:01,27  | 1.       | 19.      | kiesett  | kiesett  | kiesett  | kiesett | kiesett  |
| Claudia Lau                                        | 200 m hát        | 2:10,94  | 6.       | 18.      | kiesett  | kiesett  | kiesett  | kiesett | kiesett  |
| Yvette Kong                                        | 100 m mell       | 1:09,56  | 7.       | 32.      | kiesett  | kiesett  | kiesett  | kiesett | kiesett  |
| Stephanie Au Yvette Kong Sze Hang Yu Camille Cheng | 4 × 100 m vegyes | 4:03,85  | 8.       | 14.      |          |          |          | kiesett | kiesett  |

* - egy másik versenyzővel azonos időt ért el

## Vitorlázás
Férfi
| Versenyző     | Versenyszám     | Futam | Futam | Futam | Futam | Futam | Futam | Futam | Futam | Futam | Futam | Futam | Futam | Futam | Pontszám | Helyezés |
| Versenyző     | Versenyszám     | 1     | 2     | 3     | 4     | 5     | 6     | 7     | 8     | 9     | 10    | 11    | 12    | É     | Pontszám | Helyezés |
| ------------- | --------------- | ----- | ----- | ----- | ----- | ----- | ----- | ----- | ----- | ----- | ----- | ----- | ----- | ----- | -------- | -------- |
| Michael Cheng | Szörfvitorlázás | 3     | 6     | 11    | 5     | 6     | 16    | 9     | 13    | 13    | 21    | 17    | (26)  | 6     | 126      | 8.       |

Női
| Versenyző | Versenyszám     | Futam | Futam | Futam | Futam | Futam | Futam | Futam | Futam | Futam | Futam | Futam | Futam | Futam   | Pontszám | Helyezés |
| Versenyző | Versenyszám     | 1     | 2     | 3     | 4     | 5     | 6     | 7     | 8     | 9     | 10    | 11    | 12    | É       | Pontszám | Helyezés |
| --------- | --------------- | ----- | ----- | ----- | ----- | ----- | ----- | ----- | ----- | ----- | ----- | ----- | ----- | ------- | -------- | -------- |
| Sonia Lo  | Szörfvitorlázás | 15    | 15    | 15    | 16    | 19    | (22)  | 11    | 17    | 17    | 7     | 12    | 13    | kiesett | 157      | 17.      |

## Vívás
Férfi
| Versenyző                     | Versenyszám | Selejtező         | 32-es főtábla                   | Nyolcaddöntő                  | Negyeddöntő       | Elődöntő          | Bronz- mérkőzés   | Döntő             | Helyezés |
| Versenyző                     | Versenyszám | Ellenfél Eredmény | Ellenfél Eredmény               | Ellenfél Eredmény             | Ellenfél Eredmény | Ellenfél Eredmény | Ellenfél Eredmény | Ellenfél Eredmény | Helyezés |
| ----------------------------- | ----------- | ----------------- | ------------------------------- | ----------------------------- | ----------------- | ----------------- | ----------------- | ----------------- | -------- |
| Cőng Ká-lóng (Cheung Ka Long) | Tőr, egyéni | erőnyerő          | Ho Dzsun (Heo Jun) (KOR) · 15-8 | Guilherme Toldo (BRA) · 10-15 | kiesett           | kiesett           | kiesett           | kiesett           | 14.      |

Női
| Versenyző    | Versenyszám       | Selejtező         | 32-es főtábla                   | Nyolcaddöntő                    | Negyeddöntő       | Elődöntő          | Bronz- mérkőzés   | Döntő             | Helyezés |
| Versenyző    | Versenyszám       | Ellenfél Eredmény | Ellenfél Eredmény               | Ellenfél Eredmény               | Ellenfél Eredmény | Ellenfél Eredmény | Ellenfél Eredmény | Ellenfél Eredmény | Helyezés |
| ------------ | ----------------- | ----------------- | ------------------------------- | ------------------------------- | ----------------- | ----------------- | ----------------- | ----------------- | -------- |
| Lin Po Heung | Tőr, egyéni       | erőnyerő          | Elisa Di Francisca (ITA) · 8-15 | kiesett                         | kiesett           | kiesett           | kiesett           | kiesett           | 28.      |
| Vivian Kong  | Párbajtőr, egyéni | erőnyerő          | Ljubov Sutova (RUS) · 15-10     | Rossella Fiamingo (ITA) · 11-15 | kiesett           | kiesett           | kiesett           | kiesett           | 11.      |